# Winning
 Winning és una pel·lícula estatunidenca dirigida per James Goldstone, estrenada el 1969.

## Argument
La cursa de les 200 milles de Redburne suposa un repte a què un pilot avesat a la pista, com Frank Capua, no pot resistir-se. El moment és encara més intens per a Capua, ja que ha conegut una atractiva divorciada, Elora, amb un fill adolescent. Aviat decideixen casar-se, però la passió de Capua per la velocitat és tan gran que comencen a sorgir problemes en el matrimoni. La situació es complica amb la infidelitat d'Elora amb el rival de Capua en la pista, Luther Erding.

## Repartiment
- Paul Newman: Frank Capua
- Joanne Woodward: Elora Capua
- Robert Wagner: Luther "Lou" Erding
- Richard Thomas: Charley
- David Sheiner: Crawford
- Clu Gulager: Larry
- Barry Ford: Bottineau
- Karen Arthur: Miss Dairy Queen
- Bobby Unser: Ell mateix
- Dan Gurney: Ell mateix

## Producció
Durant la preparació d'aquesta pel·lícula, Newman va ser entrenat en esports de motor per Bob Sharp i Lake Underwood en una pista d'entrenament de curses, cosa que provocà en Newman entusiasme per l'esport i farà que participi en competicions de cotxes de carreres durant la resta de la seva vida. Finalment va llençar el molt exitós equip Newman/Haas Racing amb el seu competidor i amic Carl Haas, guanyant més de 100 curses i 8 campionats més a la IndyCar Series.
La pel·lícula inclou rodatge filmat a l'Indianapolis Motor Speedway, la llegendària pista de 2,5 milles. La majoria del rodatge és de la cursa del 1968. L'accident durant la primera bandera verda és de la cursa del 1966.

## Crítica
- "Poques pel·lícules de Newman són tan insulses com aquesta, però a l'actor d'ulls blaus li encanta la velocitat, i va poder rodar-la sense dobles"[2]